# Alexandru Negru-Vodă
Alexandru Negru-Vodă (n. 1931, Cot, Glodeni – d. 1978) a fost un om de știință moldovean, doctor habilitat în economie (1969), academician al VASHNIL (1978). Între anii 1965-1971 a fost ministru al agriculturii al R.S.S.M., iar între 1976-1978 – ministru adjunct al agriculturii al R.S.S.M.